# 内陸流域
内陸流域（ないりくりゅういき、英語: endorheic basin）とは、外部の海洋へと水が流出してゆかない、陸に囲まれた分水界である。

## 概要
海岸から遠く離れた場所を「内陸」と言う。
地球の大気中には水が含まれており、これが降雨や降雪などの形で、陸地へ水が供給される。そうして陸地へ供給された水は、地球の重力の影響で、標高の低い場所へと移動してゆく。例えば、河川などの形で流れ出す。そして水系が形成され、水は地球上において、多くの場合は、海洋へと流れる。水系を囲む分水嶺によって、流域が形成される。一般に流域では降水が河川に流入し、海洋に注ぎ込んだ時点で、水循環が完成する。
しかし、大陸では地形によって内陸が広大な場合が有り、一部の流域は河川の流水が浸透や乾燥による蒸発によって失われたり、流出河川の無い無口湖などへ流れ込んだりして、海洋へと接続しない場合もある。無口湖は内陸湖とも呼ばれ、内陸領域には内陸湖が存在する事が一般的だが、そのような多くの地域は、かつて海洋だった場所であったり、そこからの河川が集まる盆地や低湿地であった。なお、地球の海洋が塩分を含む事と同じ理由で、内陸湖も塩湖（鹹湖）である。また内陸に位置するために、多くは降雨が少ない乾燥地帯に位置しており、蒸発でさらに湖水が濃縮され、塩類平原や岩塩地帯を形成する。
内陸流域では、利水が望めない。また、気温の日較差や年較差も大きく、乾燥や塩害で農耕にも適さず、ヒトが生活する場としては不適であり、居住者がほとんどいない。その反面、塩鉱として採鹹が行われた事例も見られる。また、それまでにヒトの手が入っていない地下資源が残されている可能性も有り得る。
オセアニアの内陸流域は全域の64％以上、北アメリカ大陸では10％を占めている。南極を除く、地球上の総面積の18％が内陸流域である。
内陸流域には、ヒトが居住していない地域が多いために、乱暴な資源開発が行われて土壌や地下水源を汚染したり、アメリカのネバダ州や、旧ソ連のカザフスタン、中国のロプノール、イギリスによるオーストラリア南部、フランスによるアルジェリア南部のように核実験場として使われた例も有る。

## 内陸流域の例
- タリム盆地
- ツァイダム盆地
- バッドウォーター
- グレートアーテジアン盆地